# Gjumri
Gjumri (arménsky Գյումրի; v transkripci do latinky Gyumri, v dávnější minulosti též Kumajri či Gumri, v 19. století přejmenované napřed na Alexandropol a po roce 1924 na Leninakan) je město na severozápadě Arménie. Je to metropole a zároveň největší město provincie Širak. Nachází se na Širacké rovině u hranice s Tureckem, 126 km od hlavního arménského města Jerevanu. S přibližně 122 tisíciobyvatel (pozn.: statistický údaj z roku 2011)  je druhým největším městem v Arménii.

## Název
Jméno města bylo v historii mnohokrát měněno. Oblast dnešního města Gjumri byla v 8. století před naším letopočtem v dobách existence starověkého arménského království Urartu známa jako Kumajri, kdy Kimmeriové dobyli toto území a založili zde město. Název Kumajri pravděpodobně pochází od Kimmeriu. Kumajri bylo přejmenováno na Alexandropol nebo Alexandrapol po manželce Cara Mikuláše I. Alexandře Fjodorovně (v letech 1840–1924). Poté v době Sovětského svazu bylo město přejmenováno na Leninakan po Vladimíru Leninovi (v letech 1924–1990). Po vyhlášeni nezávislosti Arménie byl dočasně používán původní název Kumajri, v roce 1992 bylo město přejmenováno na Gjumri.

## Historie

### Starověké arménské království
Vykopávky archeologického naleziště ukázaly, že oblast dnešního Gjumri byla osídlena v době bronzové. Oblast byla zmíněna jako Kumajri v historických urarštinských nápisech pocházejících z 8. století před naším letopočtem. V roce 720 před naším letopočtem Kimmeriové dobyli oblast a pravděpodobně založili osídlení Kumajri.
V roce 331 před naším letopočtem byla cela oblast zahrnuta v provincii Ajrarat Království Arménie jako součást kantonu Širak. Od roku 190 před naším letopočtem do roku jedna našeho letopočtu bylo Kumajri pod nadvladou artaxidské dynastie. Od roku jedna byl Širak přidělen rodině Kamsarakan, která vládla nad Kumajri během artaxidského království Arménie.

### Středověké období
Po rozdělení Arménie v roce 387 mezi Byzanty a Peršany a v důsledku pádu království Arménie Aršakuni v 428, se Širak včetně Kumajri stal součástí Sásánovské říše Persie.
Po dvou stoletích islámské vlády nad Arméni, Bagratidové vyhlásili nezávislost v roce 885 založením Bagrádského království Arménie. Kumajri vstoupil do nové éry růstu a pokroku, zvláště když se blízké město Ani stalo hlavním městem království v roce 961.  
Po pádu Arménie v roce 1045 patřil do Byzantské říše a později byl okupován Seljukovými útočníky v roce 1064. Pod zahraniční nadvládou město získalo v následujících stoletích svůj význam, až do založení Zakaridského knížectví Arménie v roce 1201 bylo pod gruzínským protektorátem. Poté, co Mongolové obsadili Ani v roce 1236, se Arménie stala mongolským protektorátem jako součást Ílchanátu a Zakaridy se staly vazaly Mongolům. Po pádu Ílchanátu v polovině 14. století princezna Zakarid vládla nad Lori, Širakem a Araratskou oblasti až do roku 1360, kdy tyto oblasti padly pod invazí Turkických kmenů.

### Perská a ruská vláda
V roce 1501 byla většina východních arménských území včetně Kumajri dobytá nově vznikající Safíovskou dynastií Íránu vedenou šáhem Ismá‘ílem I. Během první poloviny 18. století se Kumajri stal součástí Erivanského chanátu. 

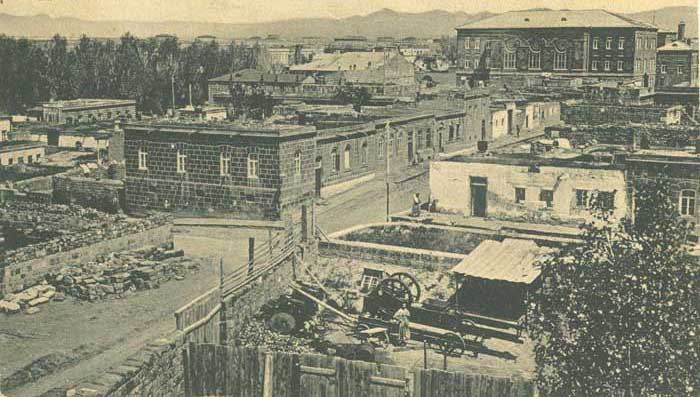
Alexandropol v druhé polovině 19. století

V červnu 1804 ovládaly ruské síly přes region Širak na počátku rusko-perské války 1804 a 1813. Kumajri se stal oficiálně součástí Ruské říše podle Gulistánské smlouvy podepsané 1. ledna 1813 mezi Ruskem a Persií.
Během období ruské vlády se Gjumri stalo jedním z rozvíjejících se měst v Zakavkazsku. V roce 1829, po rusko-turecké válce, došlo k velkému přílivu arménské populace, neboť okolo 3 000 rodin, které se stěhovaly z území v osmanské říši, se usadilo v Gjumri. Ruský básník Alexandr Sergejevič Puškin navštívil Gjumri během své cesty do Erzurumu v roce 1829.
V roce 1837 dorazil do Gjumri ruský car Mikuláš I. a změnil jeho jméno na Alexandropol po své manželce Alexandře Fjodorovně. Alexandropol byl rychle přeměněn na jedno z hlavních center ruských vojsk během rusko-turecké války 1877–78. Po založení železniční stanice v roce 1899 se Alexandropol významně rozrostl a stal se největším městem ve východní Arménii.

### Moderní historie
V roce 1902 byla ve městě otevřena první banka a až do sovětizace Arménie v roce 1920 vzniklo v Alexandropolu 31 výrobních center včetně piva, mýdla, textilu apod. 

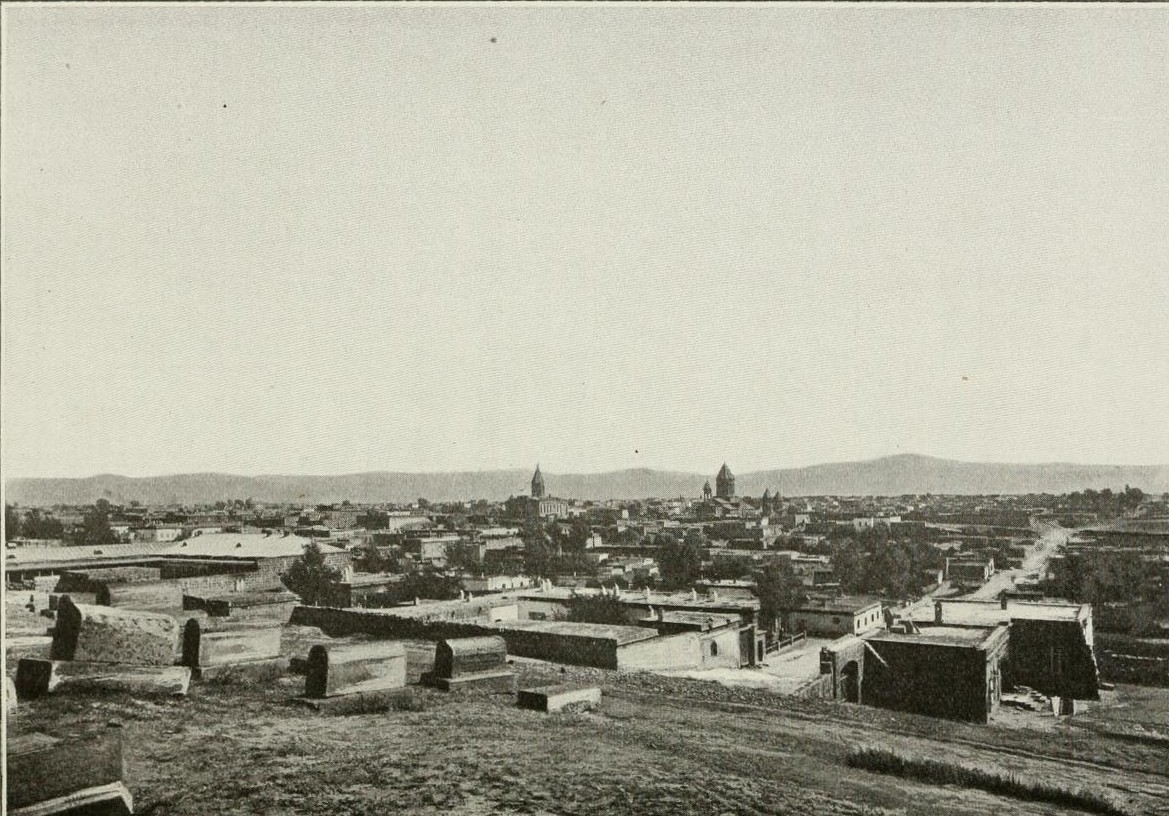
Město v roce 1901

Nově založená Arménská republika byla vyhlášená 28. května 1918, včetně města Alexandropol. Dne 10. května 1920 se místní bolševici Arménií, podporovaní muslimskou populací, pokoušeli převzít vládu v Alexandropolu proti arménské vládě Dašnakcuthjun. Povstání bylo potlačeno arménskou vládou dne 14. května a jeho vůdci byli popraveni. Během turecké invaze však turecké jednotky napadly Alexandropol a obsadily město dne 7. listopadu 1920. Arménie byla nucena podepsat 3. prosince smlouvu s Alexandropolem, aby zastavila turecký postup směrem k Jerevanu, nicméně souběžná invaze bolševiků vedla k pádu arménské vlády dne 2. prosince. Turecké jednotky se stáhly z Alexandropolu poté, co byla v říjnu 1921 podepsána smlouva z Karsu mezi sovětskou a tureckou vládou.

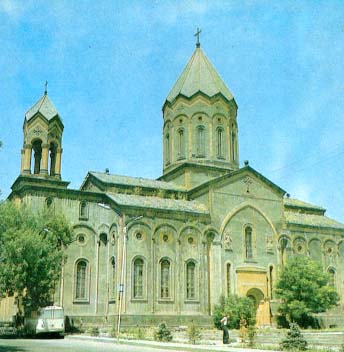
Kostel Sv. Salvátora před zemětřesením v roce 1988

Pod sovětskou vládou se název města změnil v roce 1924 na Leninakan po sovětském vůdci Vladimíru Leninovi. Město zasáhlo zemětřesení v roce 1926, kdy bylo zničeno mnoho jeho významných budov včetně řeckého kostela svatého Jiří. Leninakan se stal hlavním průmyslovým centrem v Arménské sovětské socialistické republice a jeho druhým největším městem po hlavním městě Jerevanu. Město utrpělo velké škody během dalšího zemětřesení v Arménii v roce 1988, které zdevastovalo mnoho částí země. Zemětřesení proběhlo podél známé tahové vady s délkou 60 km. Jeho postup byl rovnoběžný s kavkazským masivem a stočil se na severovýchod. Zemřelo mezi 25 000 a 50 000 obyvatel a až 130 000 bylo zraněno.

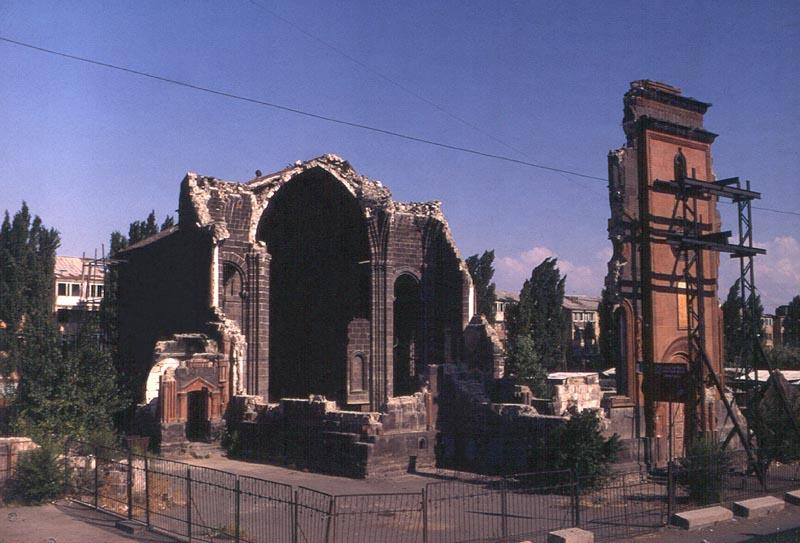
Kostel Sv. Salvátora po zemětřesení

V době rozpadu Sovětského svazu bylo město přejmenováno na Kumajri mezi lety 1990 a 1992, pak nakonec dostalo jméno Gjumri.

## Ekonomika a život
Ekonomika města je i desítky let po zemětřesení v troskách. Tisíce lidí stále ještě žijí v „domiksech“ – přestavěných nákladních kontejnerech, zatímco nově přebudované byty jsou zatím prázdné. Všude jsou patrné mezinárodní instituce na různých projektech v rámci pomoci.
Ve městě je 102. ruská vojenská základna s několika tisíci vojáky, která vznikla z původní sovětské základny.

## Stavby
- Roku 1961 bylo uvedeno do provozu, jen 5 km od centra města, letiště Širak, které je po jerevanském Mezinárodním letišti Zvartnots druhé největší v zemi.
- Význačné regionální a městské muzeum
- Ruská alexandropolská pevnost z roku 1834 se nachází na západní straně města. U pevnosti se rozkládá sídliště z doby pozdně bronzové až železné.

## Sport
Gjumri je domovem arménského fotbalového týmu FC Širak. Domácí zápasy hrají na městském stadiónu postaveném v roce 1924. Další týmy z tohoto města jsou Aragats, Kumairi a FK Gyumri.

## Demografie
Počet obyvatel Gyumri postupně rostl od roku 1840 po získání statutu města. Obrovský pokles počtu obyvatel byl způsoben katastrofálním zemětřesením z roku 1988. Obyvatelé zde mají odlišný vzhled a styl, a jsou bezmezně hrdí na své město. Jejich vlastní dialekt je velmi blízký k západní arménštině.

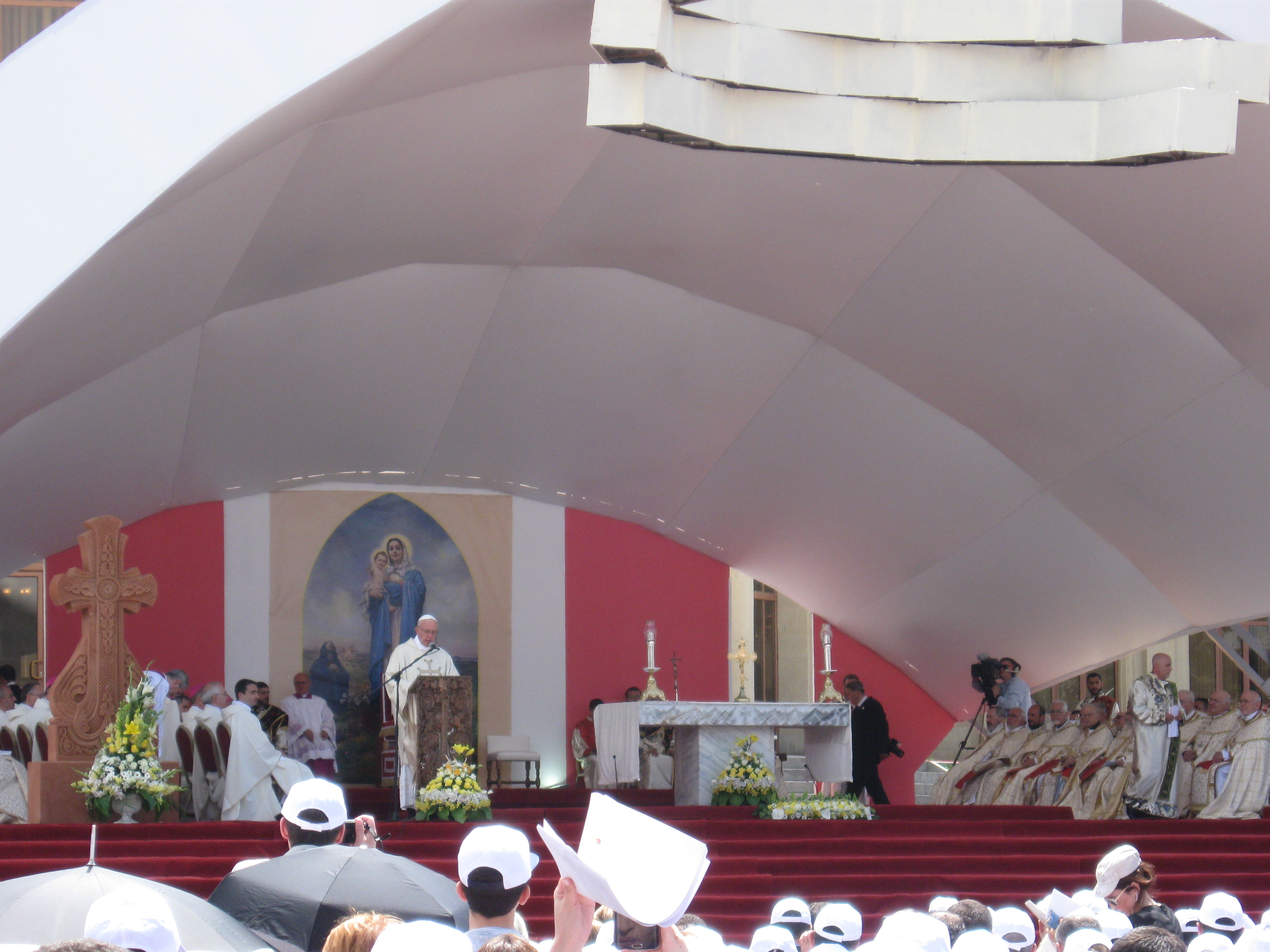
Papež František na návštěvě v Gjumri v roce 2016

Obyvatelstvo Gjumri během let:
| Rok  | Populace |
| ---- | -------- |
| 1829 | ~600     |
| 1830 | 4 000    |
| 1850 | 15 000   |
| 1873 | 20 000   |
| 1897 | 30 600   |
| 1914 | 51 300   |
| 1923 | 58 600   |
| 1939 | 67 700   |
| 1959 | 108 400  |
| 1970 | 164 966  |
| 1984 | 222 000  |
| 1989 | 122 587  |
| 2001 | 150 917  |
| 2008 | 146 704  |
| 2016 | 116 800  |

## Významní rodáci
- Anania Širakaci – středověký arménský učenec
- G. I. Gurdjieff – mystik a filozof
- Sergej Merkurov – sochař
- Avetik Isahakjan – básník
- Armen Tigranjan – skladatel (opery „Anuš“)
- Olga Čechova – herečka
- Chačatur Avetisjan – skladatel
- Šušanik Kurghinian – básnířka
- Ruben Zarjan
- Hovhannes Širaz – básník
- Frunzik Mkrtčjan – herec
- Světlana Světličnaja – filmová herečka
- Edmond Keosajan – filmový režisér
- Artavazd Pelešjan – filmový režisér a teoretik
- Levon Mkrtčjan – filmový režisér
- Vazgen Manukjan – politik, dřívější arménský předseda vlády
- Jurik Vardanjan
- Robert Emmijan – evropský držitel rekordu ve skoku dalekém
- Manvel Gamburjan – smíšená bojová umění (UFC)
- Armen Nazarian – wrestlingový zápasník
- Mkchitar Manukjan – wrestlingový zápasník
- Arthur Petrosjan – fotbalista
- Harutjun Vardanjan – fotbalista
- Bambir – folk-rocková kapela
- Tigran Hamasjan – arménský jazzový hudební skladatel a klavírista

## Partnerská města
- Alexandria, Spojené státy americké
- Kutaisi, Gruzie
- Nardò, Itálie
- Osasco, Brazílie
- Plovdiv, Bulharsko

## Galerie

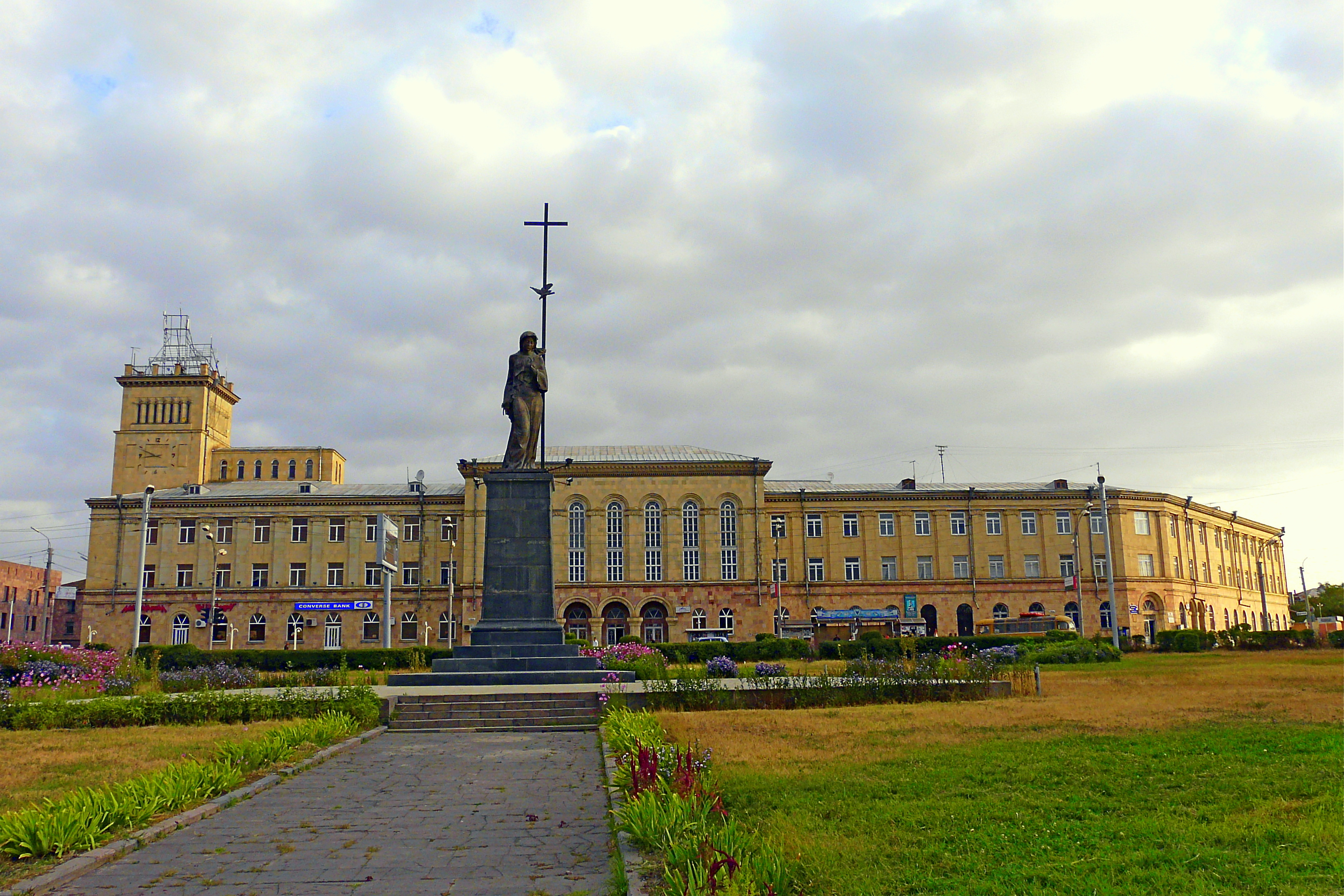
Palác kultury
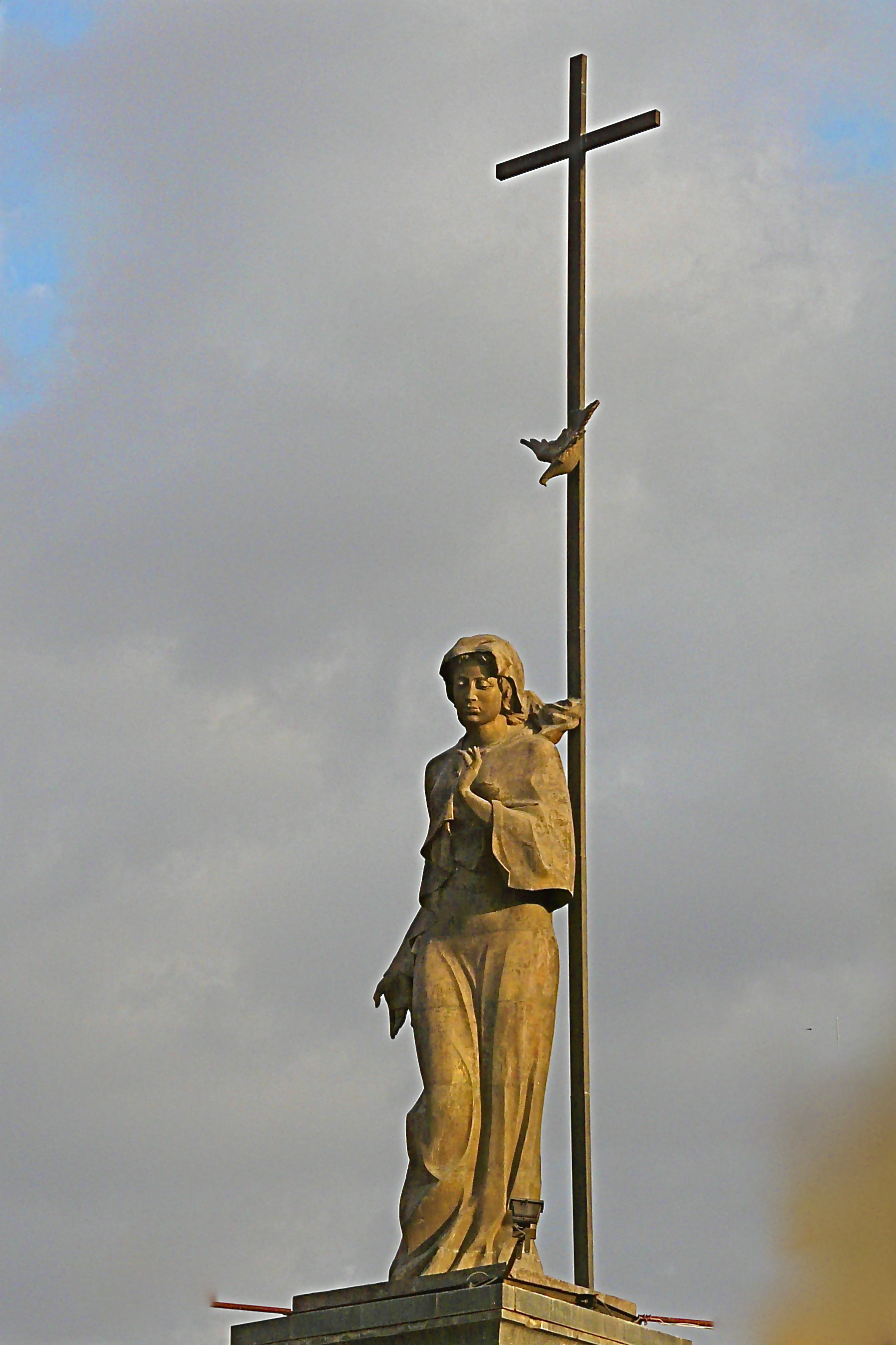
Památník obětem zemětřesení z roku 1988
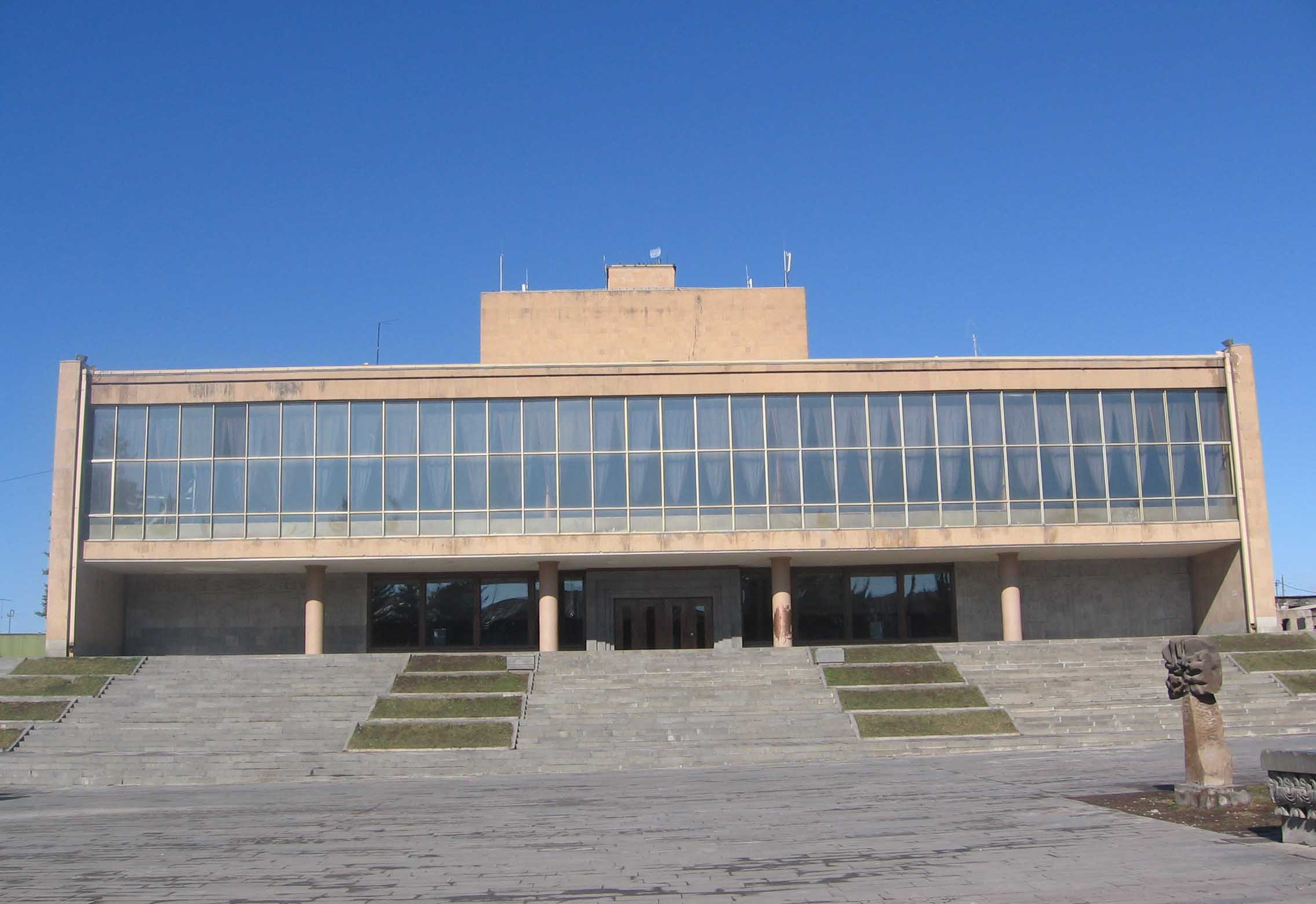
Divadlo Vardana Ajemiana
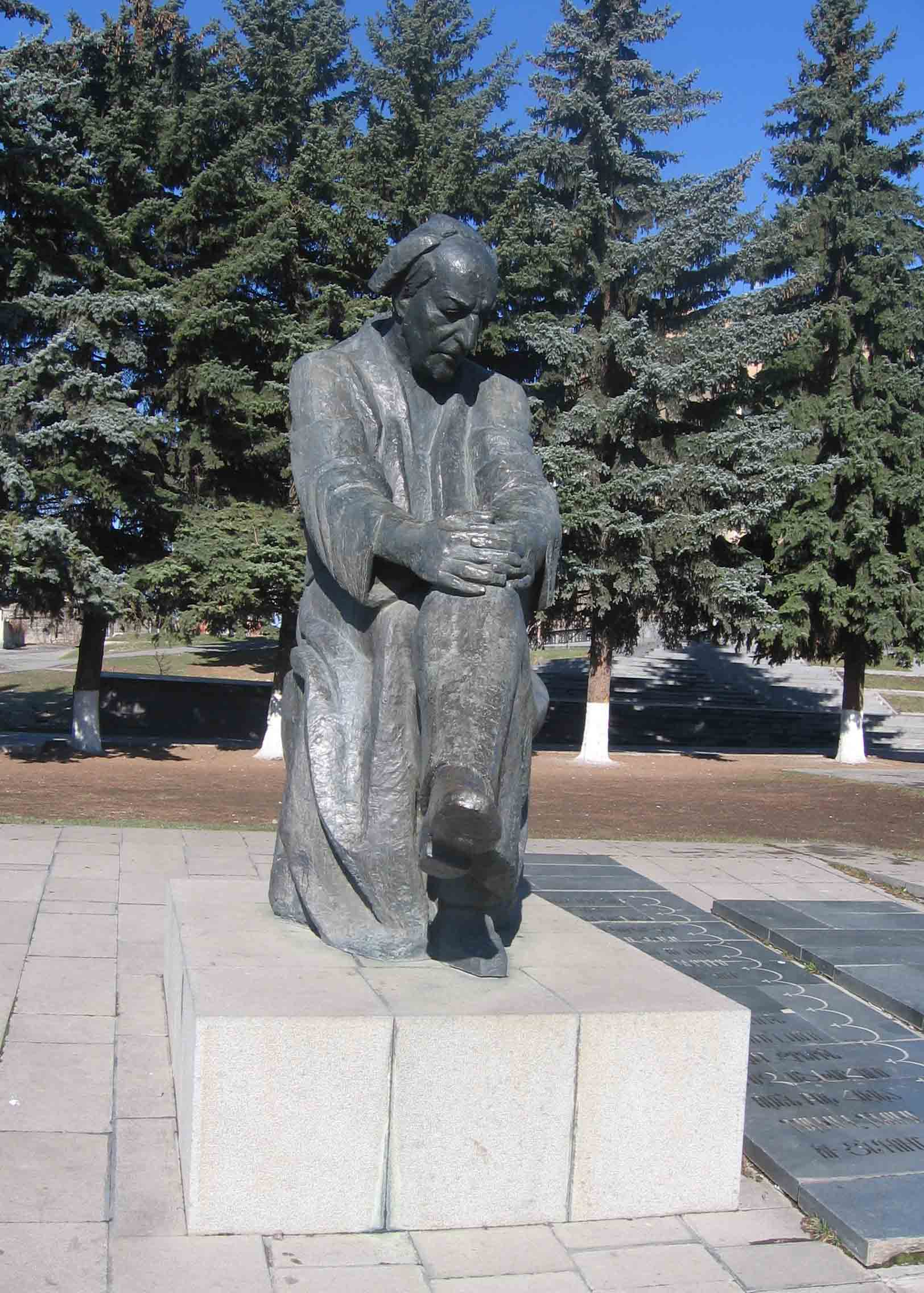
Socha Avetika Sahakjana
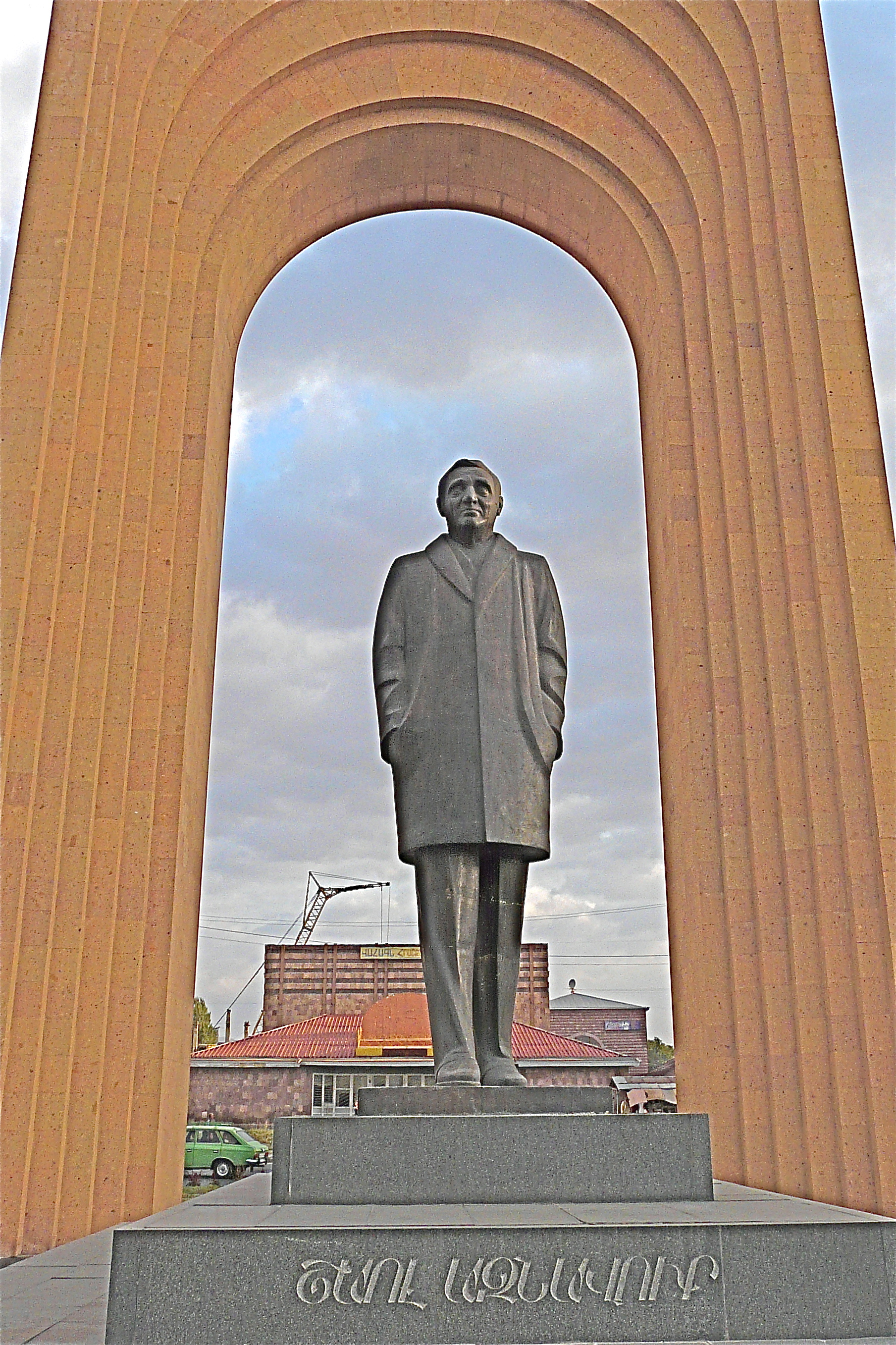
Socha Charlese Aznavoura
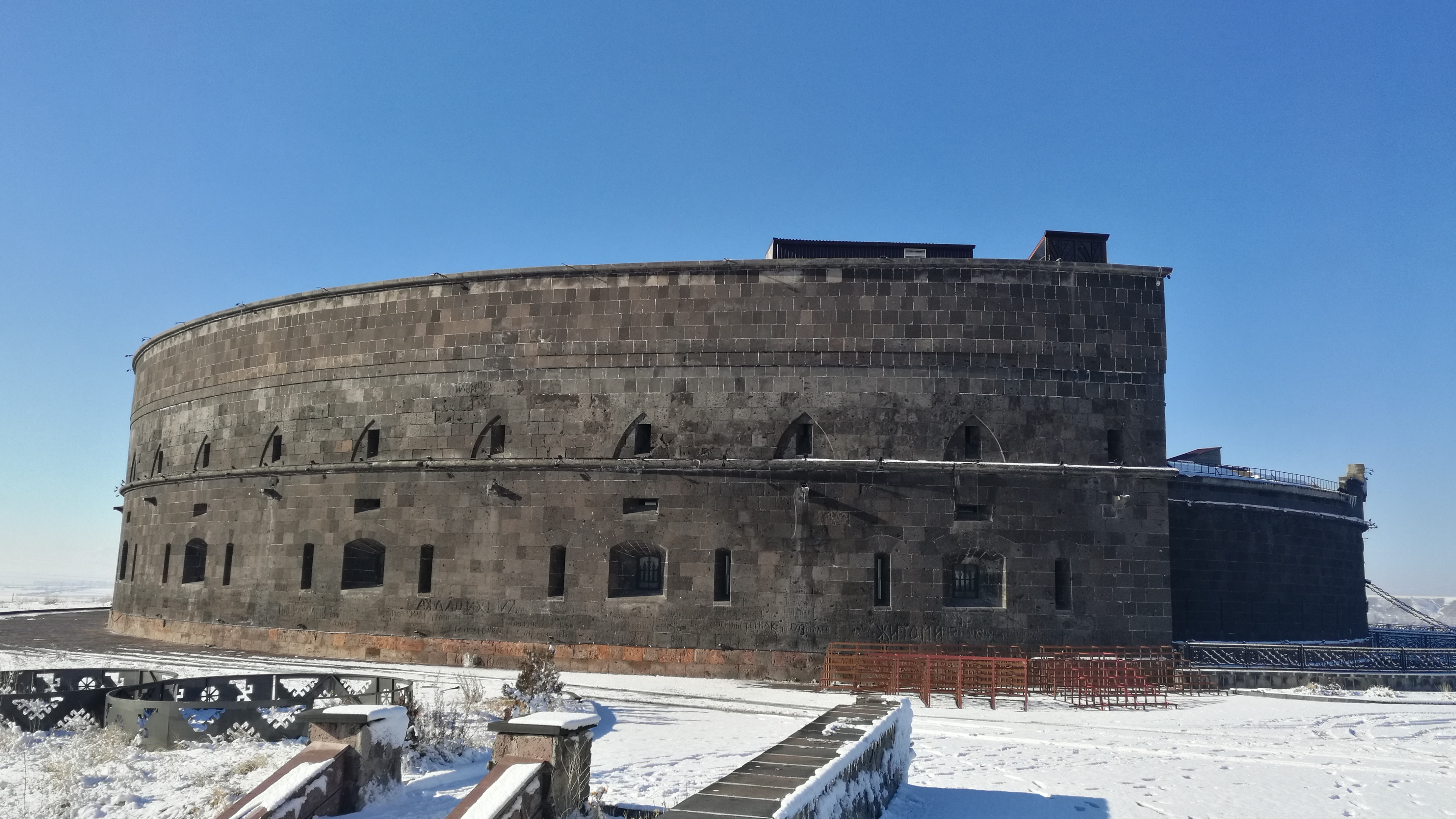
Sev Berd (Černá pevnost) v zimě